# Straßenschlacht

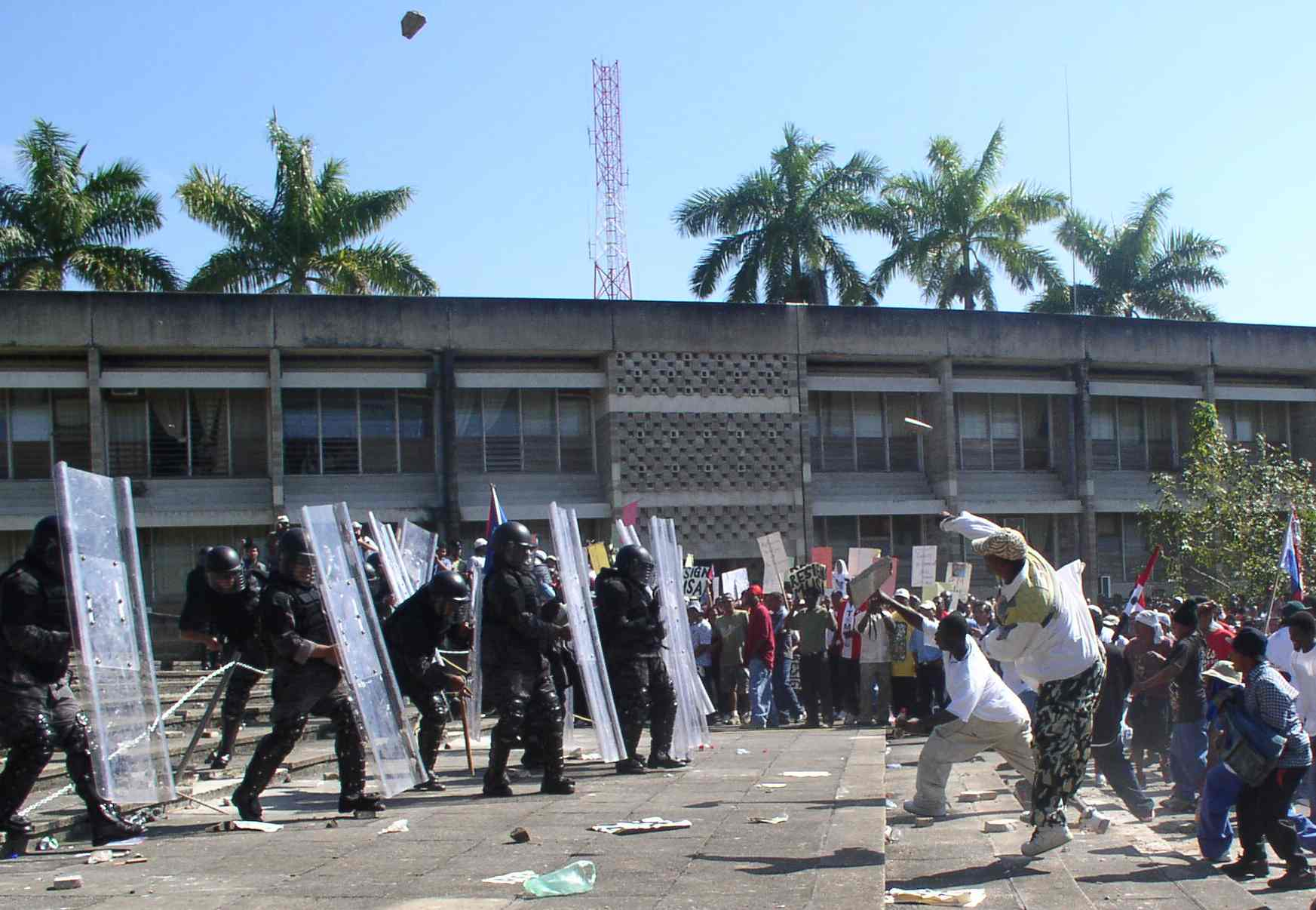
Auseinandersetzung zwischen der Polizei und Demonstranten in Belize

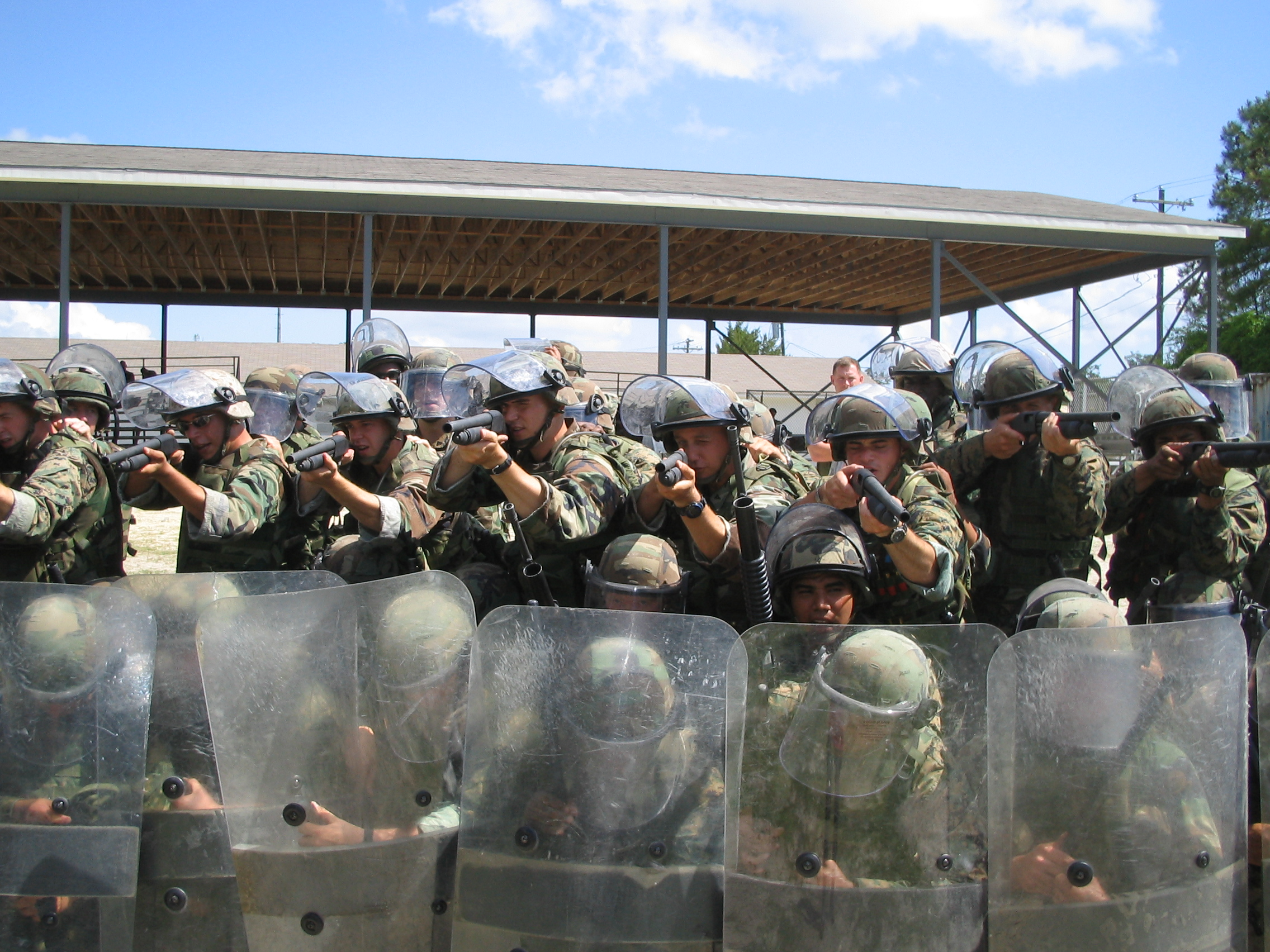
US-Marines trainieren den Einsatz gegen Demonstranten

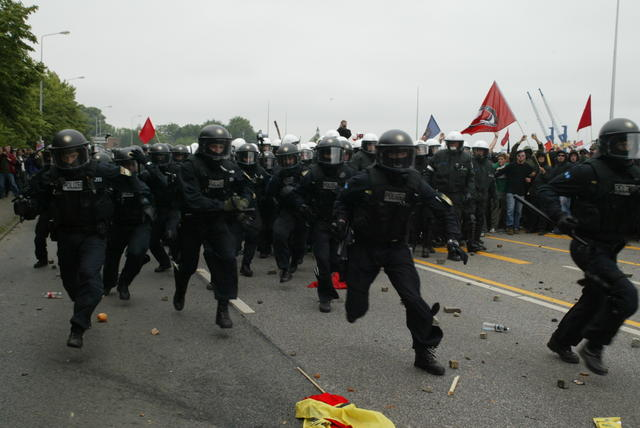
Bayerisches Unterstützungskommando auf einer Demonstration in Rostock gegen den G8-Gipfel

Als Straßenschlacht bezeichnet man eine Auseinandersetzung zwischen Gruppen meist unterschiedlicher Gesinnung, die unter freiem Himmel mit physischer Gewalt, jedoch häufig ohne schwere militärische Waffen, ausgetragen wird.
Im Gegensatz zur Straßenschlacht, die vornehmlich aus Auseinandersetzungen zwischen Personen bestehen, bezeichnen Krawalle, Randale und Ausschreitungen auch Plünderungen und Sachbeschädigungen, die häufig mit Brandstiftung einhergehen.
Als Straßenschlachten werden Konflikte zwischen gesellschaftlichen Gruppen, zum Beispiel zwischen politischen, religiösen oder ethnischen Gruppen oder Angehörigen von Subkulturen, untereinander oder mit Polizeieinheiten ausgetragen, aber auch am Rande von Sportereignissen kann es zu Straßenschlachten kommen. In Deutschland sind, wenn es zu einer Straßenschlacht kommt, in erster Linie Demonstranten oder Fußballhooligans und Polizeieinheiten beteiligt.

## Gründe/Anlässe
Straßenschlachten können sowohl geplant wie auch unerwartet ausbrechen. Der Auseinandersetzung geht in der Regel eine Situation der Spannung voraus. Die Eskalation kann spontan, nach einer Provokation der Gegenseite, durch den Einsatz von Agents Provocateurs oder auch planmäßig erfolgen.
Häufig bekämpfen sich rivalisierende Gruppen aufgrund politischer, sozialer, religiöser oder ethnischer Motive. Manchmal arten auch friedlich begonnene Demonstrationen in Straßenschlachten aus, da gegnerische Gruppen versuchen, die Demonstration zu stören.

## Beispiele

### Altertum und Mittelalter

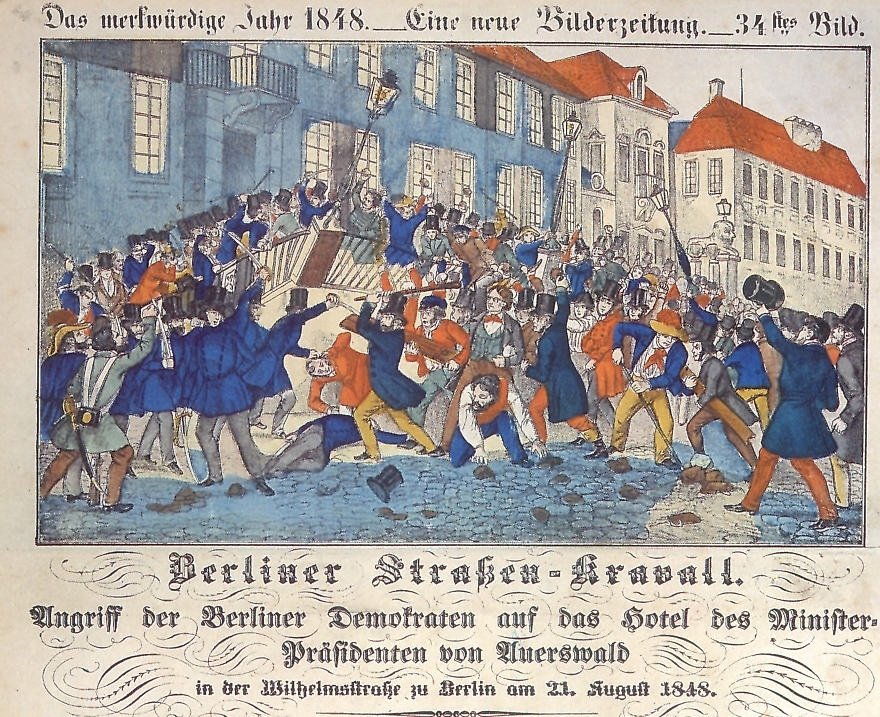
Straßenkampf vor dem Sitz des preußischen Ministerpräsidenten Rudolf von Auerswald (Berlin 1848, zeitgenössische Darstellung)

Straßenschlachten gab es bereits in den Metropolen des Altertums und des Mittelalters, wie etwa in Konstantinopel im Verlauf des Nika-Aufstands im Jahre 532. Während des Hochmittelalters ereignete sich 1229 ein Studentenaufstand in Paris, der mit heftigen Straßenschlachten einherging.

### Mitteleuropa und die westliche Welt
Im Zuge von Revolutionen, Aufständen und Revolten, wie etwa der Münchner Bierrevolution, der Märzrevolution oder der Pariser Kommune, kam es immer wieder zu Barrikadenkämpfen. Im März 1873 ereignete sich der Frankfurter Bierkrawall. Während und nach der Novemberrevolution 1918 gab es in Deutschland häufig Straßenschlachten, wie etwa beim Ruhraufstand 1920, während der Märzkämpfe in Mitteldeutschland 1921, dem Hamburger Aufstand 1923 oder den Mai-Unruhen 1929. Die Endphase der Weimarer Republik war geprägt von schweren Straßenschlachten zwischen Anhängern der Kommunisten und Nationalsozialisten, z. B. während des SA-Aufmarsches in Braunschweig im Januar 1931. In dieser Zeit gab es keine effektiven Polizeikräfte, und die Krawalle wurden offen ausgetragen und führten zu einem Ausgang mit verschobenen Kräfteverhältnissen. Es gab Sieger und Verlierer. Die Straßenschlachten des Altonaer Blutsonntags nahm die Reichsregierung 1932 als Vorwand zum Preußenschlag. Auch in Paris kam es während der Unruhen vom Februar 1934 zu großen antiparlamentarischen Straßenschlachten, an der die rechtsradikale Bewegung Croix de Feu beteiligt war.
Nach dem Zweiten Weltkrieg gab es in der jungen Bundesrepublik Deutschland während der Ära Adenauer die Halbstarkenkrawalle und 1962 die Schwabinger Krawalle, die in vehemente Straßenschlachten ausarteten.
Die Stonewall-Unruhen im Sommer 1969 waren der Beginn von tagelangen Straßenschlachten mit der New Yorker Polizei, an die bis heute der Christopher Street Day erinnert.
Das Attentat auf Rudi Dutschke löste 1968 die größten Straßenschlachten aus, die es seit dem Bestehen der Bundesrepublik Deutschland gegeben hatte. In den 1970er Jahren kam es infolge der Studentenrevolte zu Straßenschlachten, in denen die Polizeikräfte zunehmend spezialisierter ausgerüstet wurden. Während des Frankfurter Häuserkampfes lieferten sich die Demonstranten, hauptsächlich Studenten der Universität Frankfurt, immer wieder Straßenschlachten mit der Polizei. Daran war auch der junge Joschka Fischer beteiligt. Auch der Nordirlandkonflikt führte häufig zu gewaltsamen Ausschreitungen, wie etwa die Straßenschlacht von St Matthew’s 1970 in Belfast. In den 1980er Jahren waren in Deutschland neben der Hausbesetzer-Szene wie etwa in der Schlacht am Fraenkelufer 1980 in Berlin-Kreuzberg der Widerstand meist ökologisch oder friedenspolitisch motiviert (Startbahn West, Atomkraftgegner).
Seit den 1990er Jahren gibt es zunehmend globalisierungskritische und rechtsextremistische Demonstrationen und Gegendemonstrationen der Antifa, die zum Teil in Gewalt enden. Besondere weltweite Aufmerksamkeit riefen die Ausschreitungen in Hoyerswerda 1991 und die Ausschreitungen in Rostock-Lichtenhagen 1992 hervor. Die wütende und aggressive Menschenmenge wurde dabei auch als Mob bezeichnet.
Ebenfalls zu nennen sind die am 1. Mai in Berlin-Kreuzberg alljährlich stattfindenden Straßenschlachten zwischen der Polizei und Autonomen. Als Besonderheit der Ausschreitungen in Kreuzberg ist die „Wasserschlacht“ 2005 zu nennen und der Tuwat-Kongress 1981 in Berlin. Weitere Beispiele sind die Chaostage in Hannover, sowie die Straßenschlachten auf Grund ungelöster politischer, sozialer und religiöser Konflikte in Nordirland und den Palästinensischen Autonomiegebieten. Bei den Straßenschlachten am Rande des G8-Gipfels in Genua 2001 wurde der Globalisierungskritiker Carlo Giuliani durch einen Polizisten erschossen.
Auch die Räumung von Häusern oder Häuserblocks durch die Polizei führt oftmals zu schweren Auseinandersetzungen der Hausbesetzer mit den Ordnungskräften. Als Beispiel einer solchen Hausräumung ist die Räumung der Mainzer Straße zu nennen, die als größte Polizeiaktion im Berlin der Nachkriegszeit gilt.
In Frankreich kam es in fast allen Großstädten – insbesondere in den Vororten von Paris – im Jahr 2005 zu wochenlangen gewalttätigen Ausschreitungen von sozial benachteiligten Jugendlichen (Pariser Krawalle 2005). Ebenfalls 2005 kam es in Belize wegen geplanten Steuererhöhungen zu schweren Ausschreitungen (Unruhen in Belize 2005).
Eine Woche vor Beginn des G8-Gipfels in Heiligendamm 2007 kam es während einer Großdemonstration in Rostock zu schweren Auseinandersetzungen zwischen mehreren tausend linken Autonomen und den anwesenden Polizeikräften. Dabei wurden Autos und Barrikaden in Brand gesetzt, Schaufensterscheiben und der Eingangsbereich einer Sparkassenfiliale zerstört, und weitere Sachbeschädigungen begangen.
Am 26. Oktober 2014 eskalierte in Köln eine Demonstration aus der Hooligan-Szene in einer Straßenschlacht mit der Polizei.
Am Rande des G20-Gipfel in Hamburg 2017 kam es in der Nacht vom 7. zum 8. Juli 2017 im Schanzenviertel zu erheblichen Krawallen und Zerstörungen, die große mediale Aufmerksam erregten und umfangreiche strafrechtliche Konsequenzen nach sich zogen.
In Frankreich kam es ab 2018 im Zuge der Gelbwestenbewegung auch zu Straßenschlachten.
In der Nacht vom 20. auf den 21. Juni 2020 ereigneten sich Ausschreitungen und Plünderungen in Stuttgart, wie sie die Bewohner der Stadt in diesem Ausmaß noch nicht erlebt hatten.

### Rassenunruhen und religiöse Konflikte
Weitere Beispiele für Straßenschlachten sind Rassenunruhen wie der Aufstand in Soweto 1976 oder die Unruhen in Los Angeles 1992 sowie religiöse Auseinandersetzungen. In dem Zusammenhang stehen die Unruhen im Iran im Juni 1963 sowie der Schwarze Freitag 1978.

### Totalitäre Regime und Diktaturen

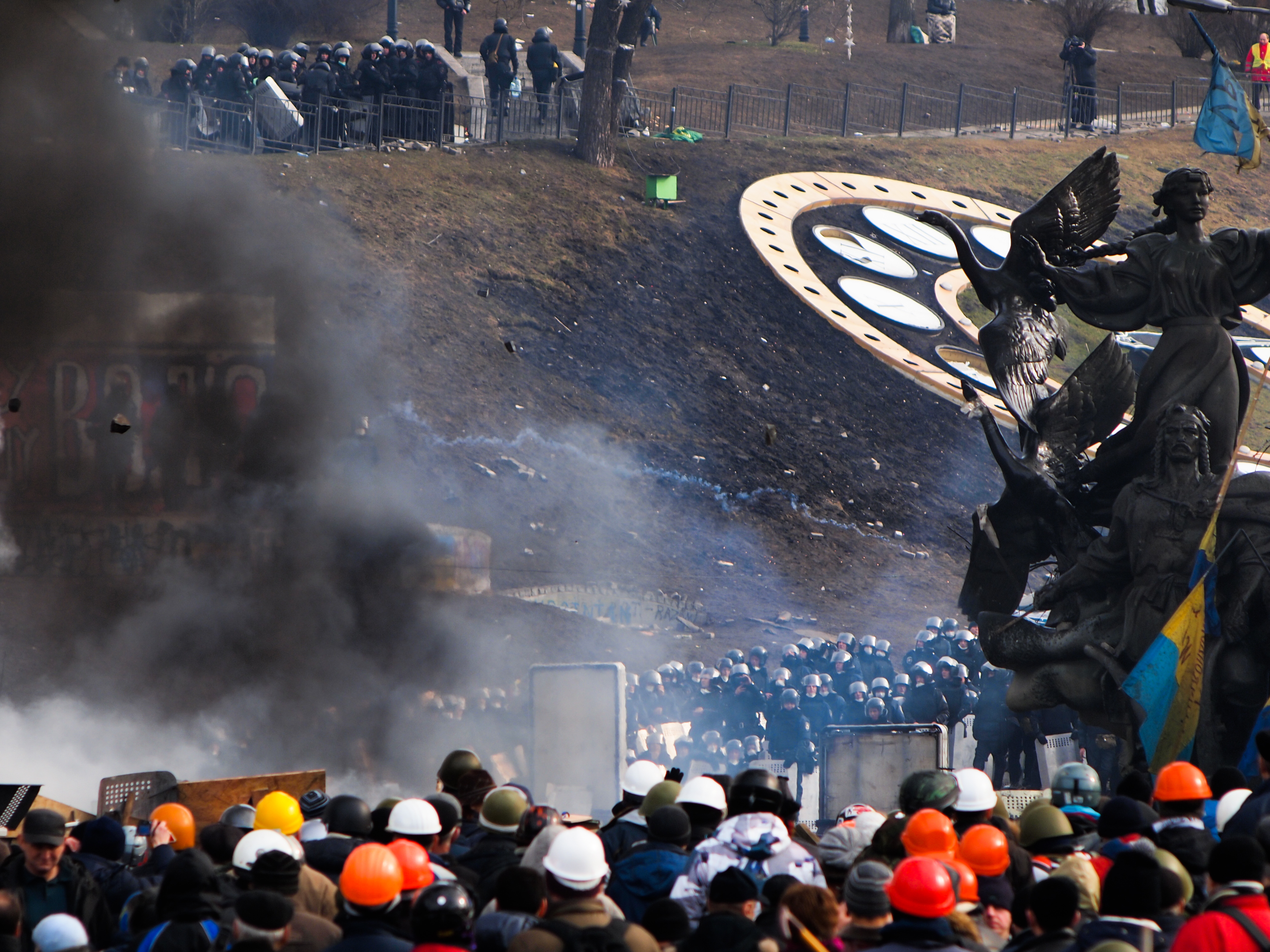
Der Versuch der Räumung des Maidan durch Polizeieinheiten am 19. Februar 2014

In totalitären Regimen und Diktaturen geht die Staatsmacht meist wesentlich brutaler gegen Demonstranten vor als in westlich geprägten Demokratien. Es geht dabei meist um die Niederschlagung von Bürgerrechtsbewegungen. Physische Gewalt geht dabei oft nicht von den Demonstranten selbst, sondern vom Staatsapparat aus. Sich daraus entwickelnde Straßenschlachten eskalieren statt der Auseinandersetzung mit der Polizei im Einsatz von militärischer Gewalt mit Schießbefehl und erheblichen Opferzahlen. Typische Beispiele für die Niederwerfung solcher Aufstände waren der Aufstand vom 17. Juni 1953 in der DDR, der Ungarische Volksaufstand 1956, der Prager Frühling 1968, der Aufstand vom Dezember 1970 in Polen, der Polnische Volksaufstand im Juni 1976 und das Tian’anmen-Massaker 1989 in China. Während in den vorangehenden Beispielen die jeweilige Diktatur weiterhin bestehen blieb, ist die Rumänische Revolution von 1989 ein Beispiel, wie eine gewaltsame Revolution eine Diktatur beendete.
Auch im Zuge des Euromaidans (2013–2014) kam es zu zahlreichen Straßenschlachten.

## Ausrüstung

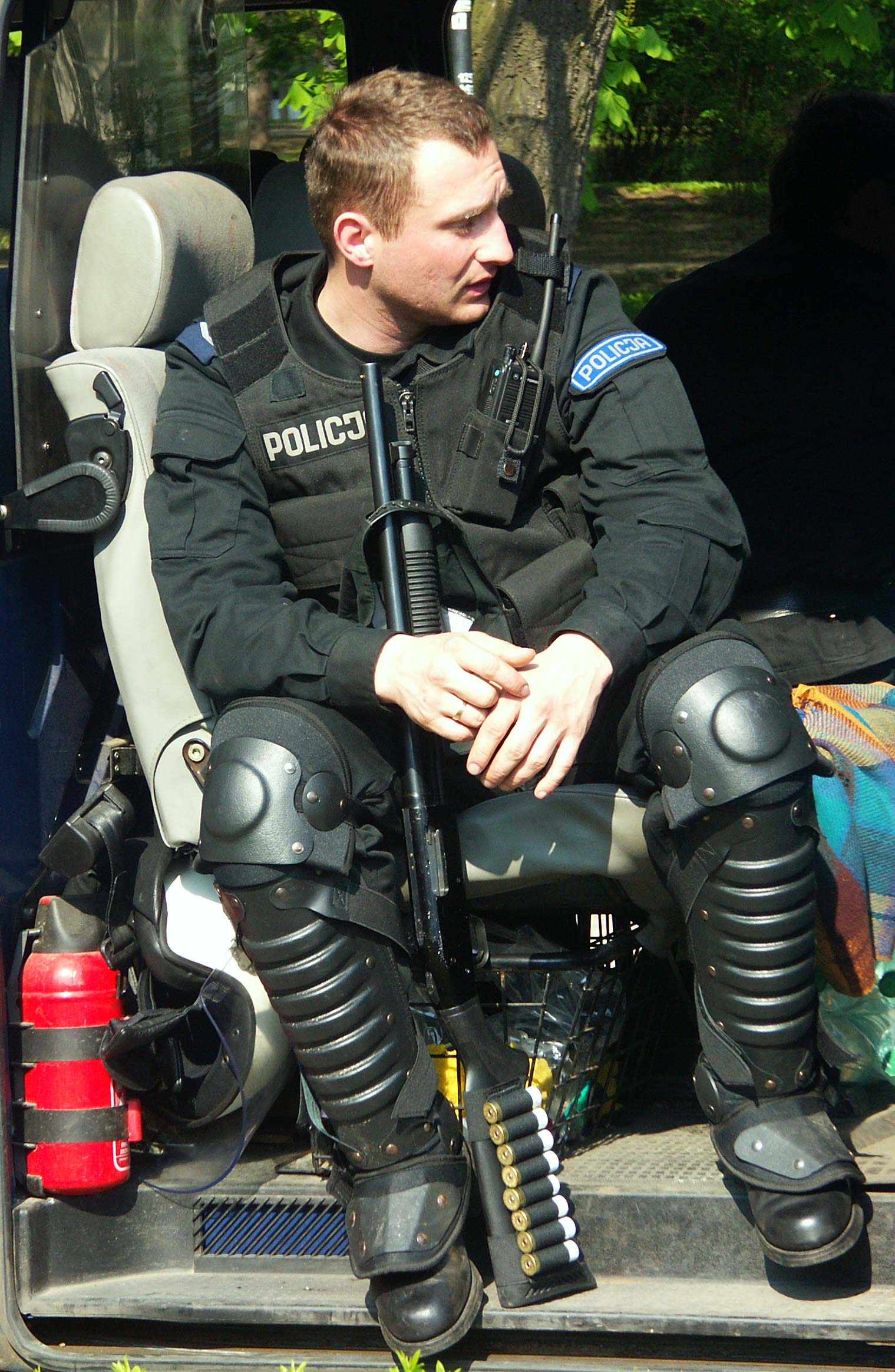
Bewaffneter polnischer Polizist

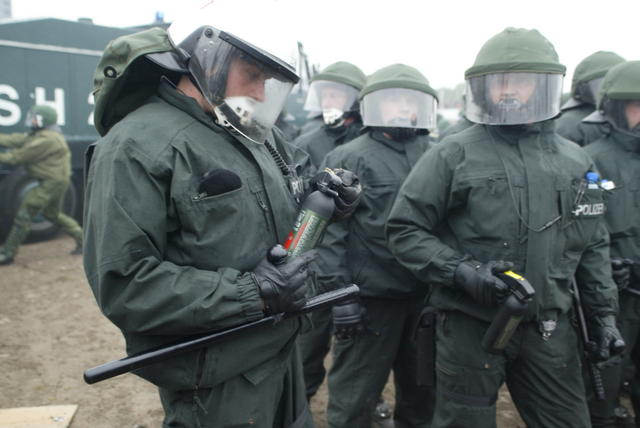
Polizisten einer Hundertschaft aus Deutschland mit Pfefferspray und Tonfa ausgestattet, links dahinter der Wasserwerfer

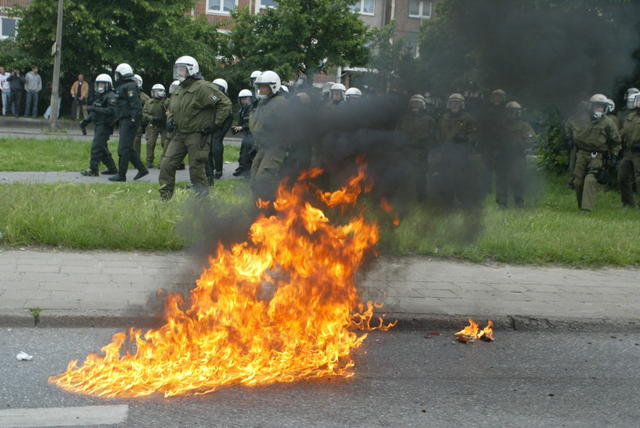
Einsatz eines Molotowcocktails gegen Polizeieinheiten

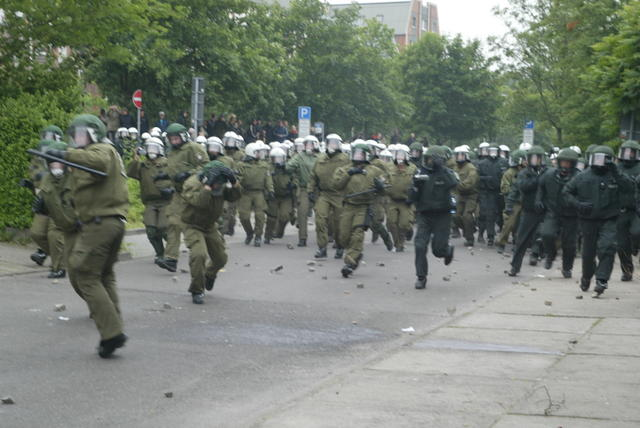
Polizeibeamte werden mit Steinen beworfen

Auf Seiten der Polizei kommen bei Auseinandersetzungen mit Demonstranten in Deutschland vor allem Schlagstöcke, Tonfas, Pfefferspray, Tränengas und Wasserwerfer zum Einsatz. In anderen Ländern setzt die Polizei unter anderem auch Gummigeschosse, Schockgranaten und Schusswaffen ein.
Die Bewaffnung der zivilen Ausschreitungsteilnehmer setzt sich meist aus Stöcken, Steinen, Schleudern, Feuerwerkskörpern und Molotowcocktails zusammen. Auch improvisierte oder selbst gebaute Schusswaffen sollen schon zu der Bewaffnung von Aufständischen gehört haben.
Schutzausrüstung wird von beiden Seiten verwendet. Dazu zählen Schilde, Helme, Atemschutzmaske und anderer Körperschutz. In Deutschland ist es Demonstranten verboten, sich mit Schutzkleidung oder anderer Schutzausrüstung (passive Bewaffnung) gegen die Anwendung unmittelbaren Zwangs durch die Polizei zu schützen. Ebenso ist es verboten, die Feststellung der Identität durch Vermummung zu erschweren (Vermummungsverbot). Sowohl Gegenstände, die den Schutz der Identität als auch solche, die dem Schutz der körperlichen Unversehrtheit dienen, bezeichnet der Gesetzgeber als Schutzwaffen.
Für bestimmte Maßnahmen, wie die Festnahme einzelner Demonstranten sind in Deutschland unter anderem die Beweissicherungs- und Festnahmeeinheiten der Bereitschaftspolizeien, das Unterstützungskommando USK in Bayern und Kommandos der Bundespolizei zuständig. Bei der österreichischen Polizei übernehmen diese Aufgaben die Einsatzeinheiten der Landespolizeidirektionenen. In anderen Ländern kommen auch paramilitärische und militärische Einheiten zum Einsatz.

## Rechtliches
Die aktive Beteiligung an einer Straßenschlacht erfüllt in Deutschland in der Regel bereits als solche den Straftatbestand des Landfriedensbruchs (§ 125 StGB), einer Straftat gegen die öffentliche Ordnung. Individuell gehen damit oft weitere Delikte wie beispielsweise Widerstand gegen Vollstreckungsbeamte, Körperverletzung oder Sachbeschädigung einher.
Der Polizei ist es unter den Bedingungen einer Straßenschlacht praktisch unmöglich, sämtliche dabei begangenen Straftaten zu verfolgen. Im Vordergrund steht meist die unmittelbare Wiederherstellung der öffentlichen Ordnung durch Deeskalation oder gewaltsame Auflösung der Ausschreitungen. Zur Strafverfolgung versucht die Polizei oft, einzelne Personen, die durch besonders gewalttätiges Verhalten auffallen, durch Beobachter oder Videoüberwachung zu ermitteln und entweder vor Ort aus der Masse herauszugreifen oder mittels späterer Fahndungsmaßnahmen zu identifizieren. Während einer Ausschreitung kommen spezielle Beamte der so genannten Beweissicherungs- und Festnahmeeinheiten (BFE bzw. USK in Bayern) zum Einsatz, sowie auch Zivilkräfte, deren gezielte Zugriffe gegen einzelne Randalierer auch abschreckend auf die anderen wirken sollen (in der Praxis aber auch eskalierend wirken können).
Um es gar nicht erst zu Ausschreitungen kommen zu lassen, kesselte die Polizei in der Vergangenheit wiederholt den Schwarzen Block der Autonomen oder eine ganze Demonstration ein oder bildet um sie einen so genannten Wanderkessel. Wie das Beispiel des Hamburger Kessels zeigt, der den verantwortlichen Polizeiführern 1986 eine Verwarnung wegen Freiheitsberaubung einbrachte, kann eine solche Maßnahme aber rechtlich problematisch sein.